# Clementine Meukeugni
Clementine Meukeugni Noumbissi (sinh ngày 1 tháng 10 năm 1990) là một vận động viên cử tạ người Cameroon. Cô đã tham gia cuộc thi 90 kg nữ tại Đại hội Thể thao Khối thịnh vượng chung 2018, giành được huy chương đồng.